# Juacas
 (mars 2020).
La mise en forme du texte ne suit pas les recommandations de Wikipédia : il faut le « wikifier ».
Les points d'amélioration suivants sont les cas les plus fréquents. Le détail des points à revoir est peut-être précisé sur la page de discussion.
- Les titres sont pré-formatés par le logiciel. Ils ne sont ni en capitales, ni en gras.
- Le texte ne doit pas être écrit en capitales (les noms de famille non plus), ni en gras, ni en italique, ni en « petit »…
- Le gras n'est utilisé que pour surligner le titre de l'article dans l'introduction, une seule fois.
- L'italique est rarement utilisé : mots en langue étrangère, titres d'œuvres, noms de bateaux, etc.
- Les citations ne sont pas en italique mais en corps de texte normal. Elles sont entourées par des guillemets français : « et ».
- Les listes à puces sont à éviter, des paragraphes rédigés étant largement préférés. Les tableaux sont à réserver à la présentation de données structurées (résultats, etc.).
- Les appels de note de bas de page (petits chiffres en exposant, introduits par l'outil «  Source ») sont à placer entre la fin de phrase et le point final[comme ça].
- Les liens internes (vers d'autres articles de Wikipédia) sont à choisir avec parcimonie. Créez des liens vers des articles approfondissant le sujet. Les termes génériques sans rapport avec le sujet sont à éviter, ainsi que les répétitions de liens vers un même terme.
- Les liens externes sont à placer uniquement dans une section « Liens externes », à la fin de l'article. Ces liens sont à choisir avec parcimonie suivant les règles définies. Si un lien sert de source à l'article, son insertion dans le texte est à faire par les notes de bas de page.
- La présentation des références doit suivre les conventions bibliographiques. Il est recommandé d'utiliser les modèles {{Ouvrage}}, {{Chapitre}}, {{Article}}, {{Lien web}} et/ou {{Bibliographie}}. Le mode d'édition visuel peut mettre en forme automatiquement les références.
- Insérer une infobox (cadre d'informations à droite) n'est pas obligatoire pour parachever la mise en page.

Pour une aide détaillée, merci de consulter Aide:Wikification.
Si vous pensez que ces points ont été résolus, vous pouvez retirer ce bandeau et améliorer la mise en forme d'un autre article.
 (mars 2020).
Si vous disposez d'ouvrages ou d'articles de référence ou si vous connaissez des sites web de qualité traitant du thème abordé ici, merci de compléter l'article en donnant les références utiles à sa vérifiabilité et en les liant à la section « Notes et références ».
Juacas est une série télévisée jeunesse brésilienne produite par Disney Channel (Brésil) en association avec Disney Channel (Amérique Latine) et créée le 3 juillet 2017 au Brésil, en Italie et en Amérique latine sur Disney Channel. La série combine la comédie, l'action et la romance.

## Synopsis
Chaque années, en pleine période des fêtes brésiliennes, se tient le CAOSS, un Championnat de surf qui attire des milliers de touristes et des centaines de jeunes à la recherche du même rêve: devenir des surfeurs professionnels. L'événement est très important car l'équipe qui remporte le tournoi a le passeport obtenu pour continuer à concourir professionnellement sur les circuits officiels. Au début de la série Rafa(André Lamoglia) s'échappe du stage d'été imposé par son père, grand homme d'affaires, pour poursuivre son rêve d'être un surfeur professionnel et remporter le tournoi CAOSS. Il parvient ainsi à former son équipe composée de Billy (Bruno Astuti) et Jojo (Marino Cangucu) et qui s'appellera à terme Juacas. L'équipe des Red Sharks sera la principale rivale de ce championnat.
La série "précède" la troisième saison de Soy Luna, il y a de nombreux personnages en communs entre les deux séries.

## Distribution

### Personnages Principaux
| Avec                 | Dans le rôle de                                      | Saison     | Saison     |
| Avec                 | Dans le rôle de                                      | 1          | 2          |
| -------------------- | ---------------------------------------------------- | ---------- | ---------- |
| André Lamoglia       | Rafael Santos Moreira, alias Rafa                    | Principal  | Principal  |
| Bruno Astuti         | Bernardo de Souza, alias Billy                       | Principal  | Principal  |
| Marino Canguçú       | Joachin Joilton Mineiro, alias Jojo                  | Principal  | Principal  |
| Gabriel Falcão       | Roméo Kenzie, alias Enzo                             | Absent     | Principal  |
| Juan Ciancio         | Sebastian Lopez, alias Seba (personnage de Soy Luna) | Principal  | Principal  |
| Rafael Castro        | Mario De Lima, alias Minhoca                         | Principal  | Principal  |
| João Lucas Fernandes | Alejandro Gazin, alias Alex                          | Absent     | Principal  |
| Eike Duarte          | Marcelo Mahla, alias Mahla                           | Principal  | Absent     |
| Gabriel Chadan       | Marcelo Mahla, alias Mahla                           | Absent     | Principal  |
| Teco Padaratz        | Cézar Maral, alias Cézy                              | Principal  | Principal  |
| Isabela Souza        | Brida Suenta, alias Brida                            | Principal  | Importante |
| Carolina Oliveira    | Fernanda Olseria, alias Nanda                        | Absente    | Principale |
| Larissa Murai        | Leilane Villanova, alias Leilane                     | Principal  | Principal  |
| Mari Azevedo         | Viviaine Leme, alias Vivi                            | Principal  | Principal  |
| Suzy Reigos          | Dona Juma, alias Dona Joma                           | Principale | Principale |
| Clara Caldas         | Kika Cambera, alias Kika                             | Principale | Principale |
| Branca Previliato    | Giuliana, alias Giu                                  | Absente    | Principale |
| Nuno Leal Maia       | Professor Juaca, alias Pr Juaca                      | Principal  | Principal  |
| Eduardo Gil          | Entrenador Pigméo, alias Pigméo                      | Principal  | Absent     |

### Anecdotes
- Eike Duarte a joué le rôle de Marcelo dans la première saison. Dans la seconde saison, il fut remplacer par Gabriel Chadan.
- Juan Ciancio a aussi joué le rôle de Sebastian dans Soy Luna

### Personnages Secondaires
| Avec             | Dans le rôle de                     | Saison     | Saison     |
| Avec             | Dans le rôle de                     | 1          | 2          |
| ---------------- | ----------------------------------- | ---------- | ---------- |
| Joaquín Berthold | Gary Lopez (Personnage de Soy Luna) | Secondaire | Secondaire |
| Isaías Barbosa   | Warley Mahla                        | Secondaire | Secondaire |
| Larisse Lima     | Dayane Mahla                        | Secondaire | Secondaire |
| Naydiane Lima    | Naydiane Mahla                      | Secondaire | Secondaire |

### Anecdotes
- Joaquín Berthold à également jouer dans Soy Luna dans le rôle de Gary Lopez.

### Autres personnages
| Avec               | Dans le rôle de      | Saison     | Saison     |
| Avec               | Dans le rôle de      | 1          | 2          |
| ------------------ | -------------------- | ---------- | ---------- |
| Fernando Vieira    | Marco Santos Moreira | Important  | Important  |
| Guilherme Seta     | Toco Maral           | Important  | Important  |
| Mateus Mahmoud     | Gustavo, alias Guga  | Important  | Important  |
| Kiko Pissolato     | Bruno Fagundes       | Important  | Important  |
| Ágata Dias         | Lurdes Maria         | Importante | Absente    |
| Iran Malfitano     | Kaike Gazin          | Absent     | Important  |
| Gabriella Saraivah | Melania, alias Mel   | Absente    | Importante |
| Angela Peres       | Valentina            | Absente    | Importante |
| Érica Prado        | Natasha, alias Nati  | Absente    | Importante |

### Participations Spéciales
| Avec                               | Dans le rôle de                      | Saison         | Saison        |
| Avec                               | Dans le rôle de                      | 1              | 2             |
| ---------------------------------- | ------------------------------------ | -------------- | ------------- |
| Adriano de Souza, alias Mineirinho | Adriano de Souza, alias Mineirinho   | Invité Spécial | Absent        |
| Filipe Toledo                      | Filipe Toledo                        | Invité Spécial | Absent        |
| Valentina Zenere                   | Ambre Smith (Personnage de Soy Luna) | Absente        | Participation |

### Anecdotes
- Ambre Smith est un personnage de Soy Luna.

## Épisodes
| Saison | Saison | Épisodes | Brésil         | Brésil      | France | France |
| Saison | Saison | Épisodes | Début          | Fin         | Début  | Fin    |
| ------ | ------ | -------- | -------------- | ----------- | ------ | ------ |
|        | 1      | 26       | 3 juillet 2017 | 4 août 2017 | NC     | NC     |
|        | 2      | 26       | 22 avril 2019  | 2 août 2019 | NC     | NC     |

### Saison 1 (2017)
| No de la serie | No de la saison | Titre original                      | Diffusion originale | Code Prod. |
| -------------- | --------------- | ----------------------------------- | ------------------- | ---------- |
| 1              | 1               | «Um Sonho nas Ondas»                | 3 juillet 2017      | 101        |
| 2              | 2               | «Nos Passos de uma Lenda»           | 4 juillet 2017      | 102        |
| 3              | 3               | «Um Começo Difícil»                 | 5 juillet 2017      | 103        |
| 4              | 4               | «O Templo do Surf»                  | 6 juillet 2017      | 104        |
| 5              | 5               | «Um Ano Novo Especial»              | 7 juillet 2017      | 105        |
| 6              | 6               | «Chegadas e Saídas»                 | 8 juillet 2017      | 106        |
| 7              | 7               | «Um Dia Difícil»                    | 11 juillet 2017     | 107        |
| 8              | 8               | «Um professor Juacas»               | 12 juillet 2017     | 108        |
| 9              | 9               | «Triatlo»                           | 13 juillet 2017     | 109        |
| 10             | 10              | «Um Desaparecimento Misterioso»     | 14 juillet 2017     | 110        |
| 11             | 11              | «A Tentação»                        | 17 juillet 2017     | 111        |
| 12             | 12              | «A Escolha do Billy»                | 18 juillet 2017     | 112        |
| 13             | 13              | «Uma Dura Lição»                    | 19 juillet 2017     | 113        |
| 14             | 14              | «Bem-Vindos De Volta Juacas!»       | 20 juillet 2017     | 114        |
| 15             | 15              | «A Procura de Empregos»             | 21 juillet 2017     | 115        |
| 16             | 16              | «A Loja dos Juacas'»                | 24 juillet 2017     | 116        |
| 17             | 17              | «O Perigoso Tubarão»                | 25 juillet 2017     | 117        |
| 18             | 18              | «O Concurso de Popularidade»        | 26 juillet 2017     | 118        |
| 19             | 19              | «O Tesouro do Pirata Boca Mole»     | 27 juillet 2017     | 119        |
| 20             | 20              | «"O Wetsuit dos Campeões"»          | 28 juillet 2017     | 120        |
| 21             | 21              | «Ilha dos Prisioneiros»             | 31 juillet 2017     | 121        |
| 22             | 22              | «Feliz Aniversário Professor Juaca» | 1er août 2017       | 122        |
| 23             | 23              | «A Semi-final»                      | 2 août 2017         | 123        |
| 24             | 24              | «O Desafío»                         | 3 août 2017         | 124        |
| 25             | 25              | «Coragem para Crescer»              | 4 août 2017         | 125        |
| 26             | 26              | «Salto para o Futuro»               | 4 août 2017         | 126        |

### Saison 2 (2019)
| No de la serie | No de la saison | Titre original                  | Diffusion originale | Code Prod. |
| -------------- | --------------- | ------------------------------- | ------------------- | ---------- |
| 27             | 1               | «O retorno dos Juacas»          | 22 avril 2019       | 127        |
| 28             | 2               | «Em busca do Jojo perdido»      | 23 avril 2019       | 128        |
| 29             | 3               | «Atrasos»                       | 24 avril 2019       | 129        |
| 30             | 4               | «Conflito de equipes»           | 25 avril 2019       | 130        |
| 31             | 5               | «Atitudes necessárias»          | 26 avril 2019       | 131        |
| 32             | 6               | «As consequências dos atos»     | 27 mai 2019         | 132        |
| 33             | 7               | «Karaokê beneficente»           | 28 mai 2019         | 133        |
| 34             | 8               | «Deixando tudo para trás»       | 29 mai 2019         | 134        |
| 35             | 9               | «Treinamento na praia proibida» | 30 mai 2019         | 135        |
| 36             | 10              | «O retorno das Sirenas»         | 31 mai 2019         | 136        |
| 37             | 11              | «A fratura»                     | 17 juin 2019        | 137        |
| 38             | 12              | «Touro mecânico»                | 18 juin 2019        | 138        |
| 39             | 13              | «Encontro incomum»              | 19 juin 2019        | 139        |
| 40             | 14              | «Entrevista de imprensa»        | 20 juin 2019        | 140        |
| 41             | 15              | «A nova surfista»               | 21 juin 2019        | 141        |
| 42             | 16              | «Classificatórias»              | 8 juillet 2019      | 142        |
| 43             | 17              | «A estrela dos Red Sharks»      | 9 juillet 2019      | 143        |
| 44             | 18              | Titre original inconnu          | 10 juillet 2019     | 144        |
| 45             | 19              | Titre original inconnu          | 11 juillet 2019     | 145        |
| 46             | 20              | Titre original inconnu          | 12 juillet 2019     | 146        |
| 47             | 21              | Titre original inconnu          | 22 juillet 2019     | 147        |
| 48             | 22              | Titre original inconnu          | 23 juillet 2019     | 148        |
| 49             | 23              | Titre original inconnu          | 24 juillet 2019     | 149        |
| 50             | 24              | Titre original inconnu          | 25 juillet 2019     | 150        |
| 51             | 25              | Titre original inconnu          | 26 juillet 2019     | 151        |
| 52             | 26              | Titre original inconnu          | 2 août 2019         | 152        |